# Нижнерейнская велосипедная дорожка

Маркировка Нижнерейнской велодорожки

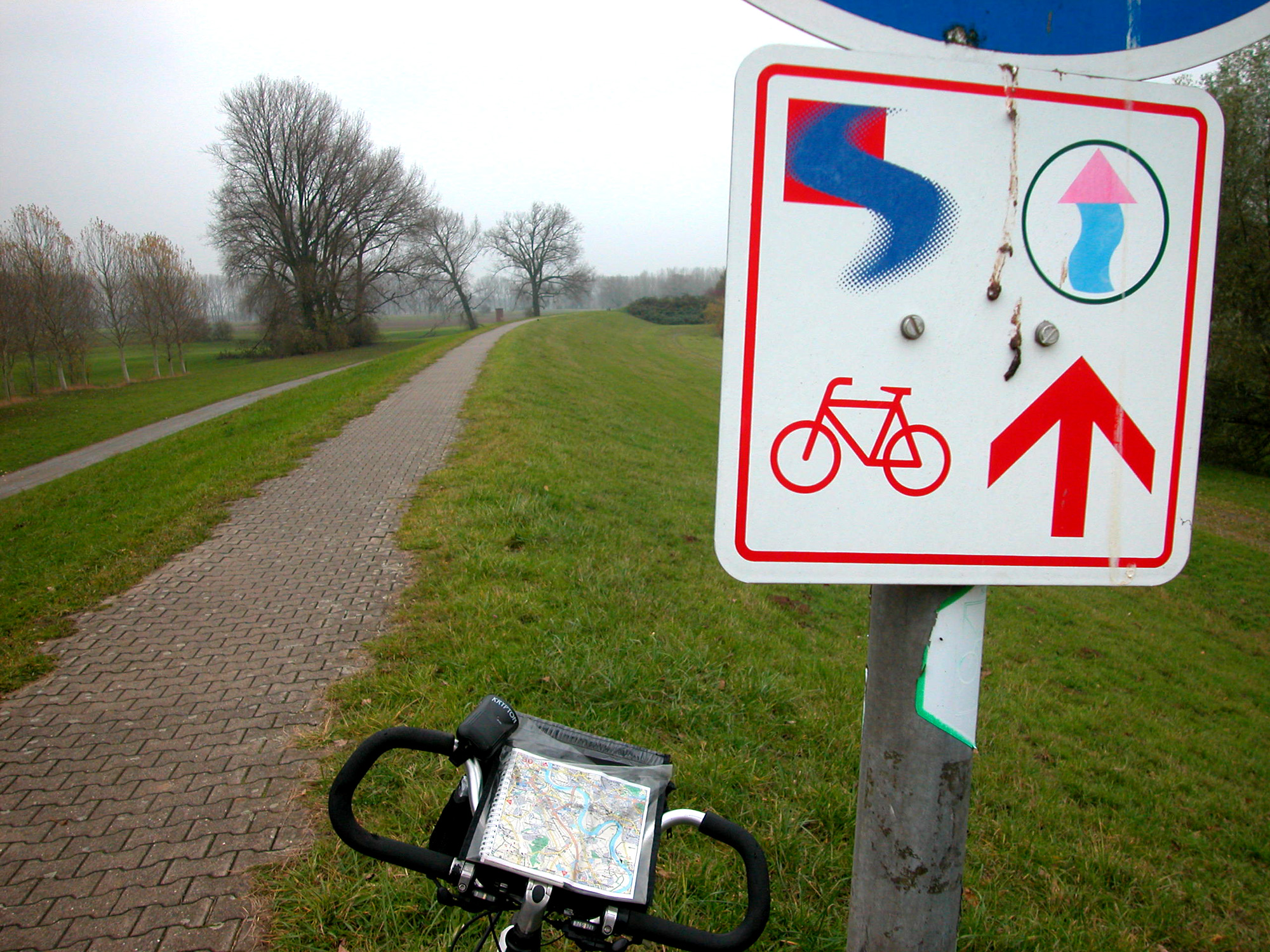
Участок Нижнерейнской велодорожки

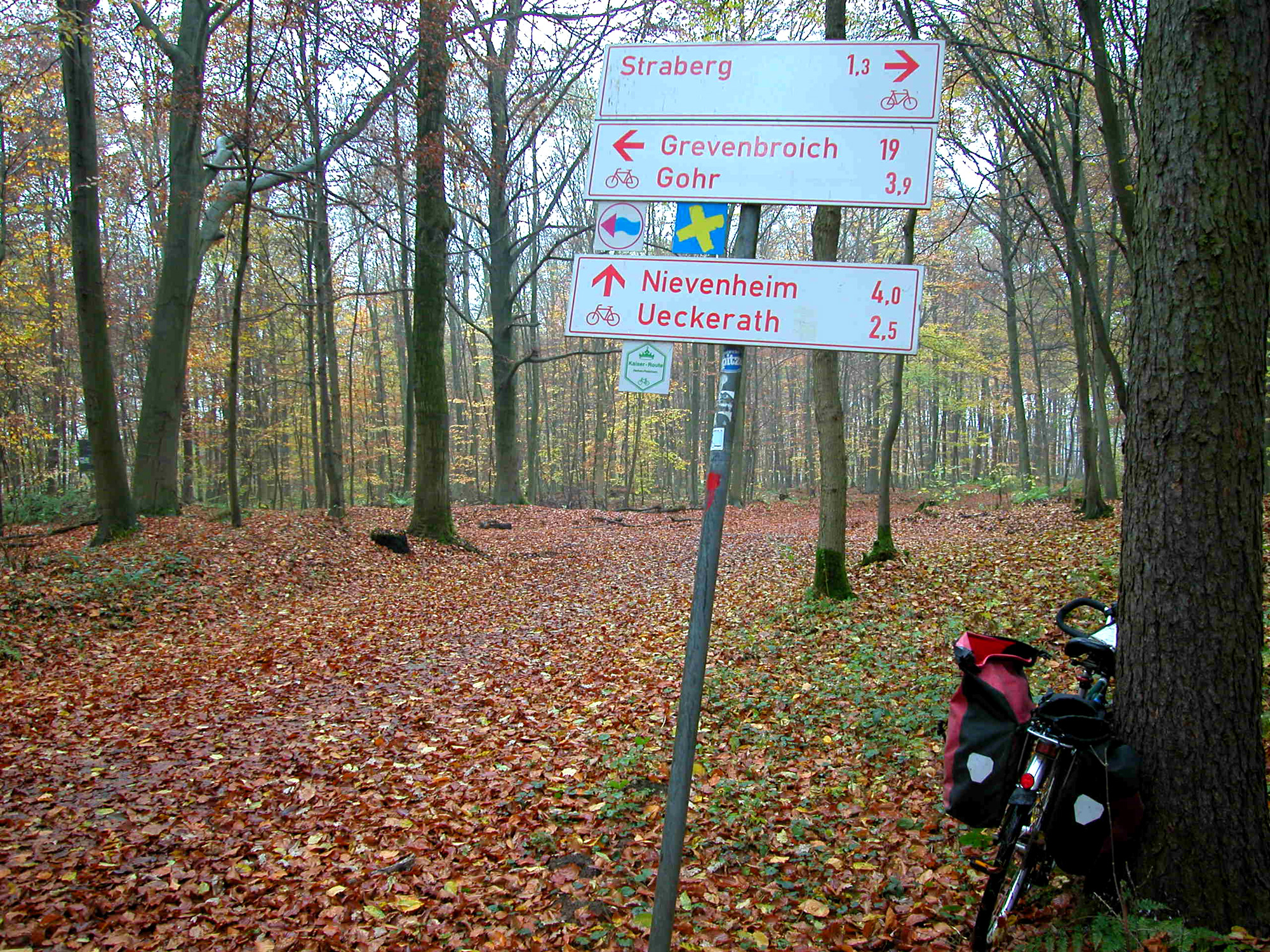
Участок Нижнерейнской велодорожки

Нижнерейнская велосипедная дорожка (маршрут) нем. NiederRheinroute — маркированный туристский велосипедный маршрут в пределах земли Северный Рейн-Вестфалия (Германия).

## Общая характеристика
Велодорожка является наиболее протяжённой в Германии. Её длина составляет более 2000 км. Это достигается за счёт многочисленных петель по всей долине Нижнего Рейна (Niederrhein (Region)), напоминающих лабиринт. Такая линия велодорожки позволила маркировать 1215 километров основного маршрута и включить в него около 820 километров вспомогательных участков, позволяющих без затруднений переходить с одного участка основного маршрута на другой, срезая его изгибы. Маршрут охватывает практически все главные достопримечательности Нижнерейнской долины (Niederrheinische Bucht) от Эммериха-на-Рейне на севере до Ибах-Паленберга на юге и от Нидеркрюхтена на западе до Шермбека на востоке. Маршрут рассчитан как на подготовленных, так и начинающих туристов, поскольку он характеризуется равнинным ландшафтом. Маршрут позволяет ознакомиться со своеобразными природными комплексами междуречья Рейна и Мааса, проходит в стороне от оживлённых автомобильных дорог, часто в сельской местности или по лесным дорогам.

## Города и общины маршрута
Участки велодорожки проходят через следующие города и общины: Альпен, Бедбург-Хау, Брюгген, Вальдфойхт, Вассенберг, Вахтендонк, Вегберг, Везель-на-Рейне, Веце, Виллих, Гайленкирхен, Гангельт, Гельдерн, Гох, Гревенброх, Грефрат, Динслакен, Дормаген, Дуйсбург, Зельфкант, Зонсбек, Ибах-Паленберг, Иссельбург, Иссум, Йюхен, Калькар, Камп-Линтфорт, Карст, Кевелар, Кемпен, Керкен, Клеве, Коршенброх, Краненбург, Крефельд, Ксантен, Мербуш, Мёнхенгладбах, Мёрс, Неттеталь, Нидеркрюхтен, Нойкирхен-Флюн, Нойс, Райнберг, Рес, Рёрт, Роммерскирхен, Тёнисфорст, Удем, Фирзен, Фёрде, Хайнсберг, Хамминкельн, Хюккельхофен, Хюнксе, Швальмталь, Шермбек, Штрален, Эммерих-на-Рейне, Эркеленц.

## Карта велодорожки
- Die Nieder-Rheinroute, Radwanderkarte 1:75.000. 7. überarbeitete aktualisierte Auflage, Bielefelder Verlagsanstalt BVA, Bielefeld 2014, ISBN 978-3-87073-660-6.
Нижнерейнский маршрут, велосипедная туристская карта масштаба 1:75 000. Переработанное и актуализированное издание, изд-во BVA, Белефельд, 2014, ISBN 978-3-87073-660-6.